# Czapetka kuminowa
Czapetka kuminowa (Syzygium cumini) – gatunek drzewa z rodziny mirtowatych.

## Występowanie
Zasięg naturalny obejmuje Afrykę (Kenia, Uganda, Tanzania) i tropikalne rejony Azji (Indie, Chiny, Bhutan, Sri Lanka, Malezja). Ponadto roślina ta rozprzestrzeniła się w Australii, na tropikalnych obszarach Afryki, Indii Zachodnich, Seszeli, Maskarenów, Galapagos i Hawajów, jest też uprawiana w wielu krajach świata.

## Morfologia

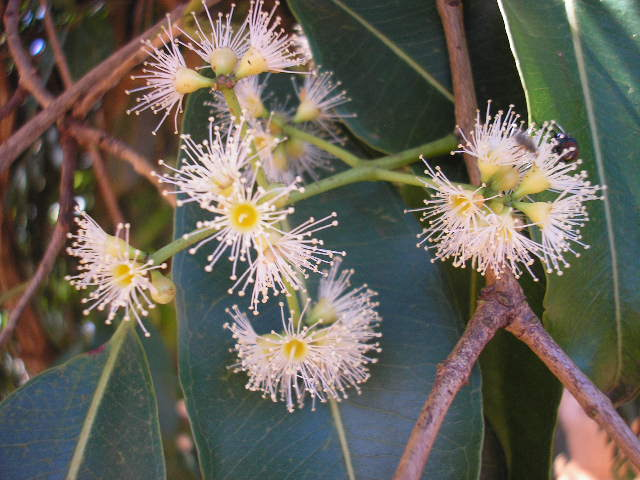
Kwiaty

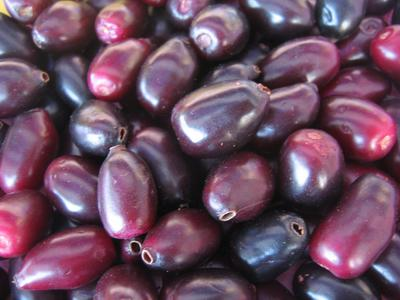
Dojrzałe owoce drzewa

Drzewo wysokie do 20 m o liściach całobrzegich, jajowatych bądź eliptycznych. Zakwita drobnymi kwiatami zebranymi w wiechy. Owocem jest drobna jagoda nasienna w kolorze ciemnofioletowym, 2–3 cm długości.

## Zastosowanie
Drzewo uprawne dla smacznych owoców.
Kora drzew wykorzystywana jest w garbarstwie.

## Znaczenie w hinduizmie
- Drzewo dźambu czczone jest jako sthalawryksza przy miejscu pielgrzymkowym (tirtha) w Ekamranatha w południowoindyjskim stanie Tamil Nadu[5].